# Наш современник
«На́ш совреме́нник» — советский и российский литературно-художественный и общественно-политический ежемесячный журнал, издаваемый в Москве. В 1956—1963 годах альманах (4—6 выпусков в год) под этим названием. С 1964 года ежемесячный.
Издавался Союзами писателей СССР, РСФСР, России. Сейчас учредителем издания является некоммерческая организация — АНО "Редакция Журнала "Наш Современник".
В журнале сотрудничали многие выдающиеся писатели, публицисты и деятели культуры, впервые опубликованы выдающиеся произведения.
Около двадцати лет тираж превосходил 100 тысяч (480 тысяч в 1990). Сейчас составляет несколько тысяч.

## История
Предшественником журнала был альманах «Год …», выходивший в 1933—1937 и 1949—1955 годах от 1 до 4 раз в год, под ежегодно меняющимся названием: от «Год XVI» (1933) до «Год XXXVIII» (1955) (отсчёт лет — от Октябрьской революции). С 1956 года альманах выходил под названием «Наш современник» 4-6 раз в год. С 1964 года это ежемесячный журнал. Первоначально это был орган Союза писателей СССР, с 1958 года — Союза писателей РСФСР, с 1992 года одним из учредителей журнала значится Союз писателей России.
В 1970—1980-х годах в журнале публиковались произведения многих писателей, в том числе деревенщиков: Фёдора Абрамова, Виктора Астафьева, Василия Белова, Юрия Бондарева, Сергея Залыгина, Юрия Казакова, Виктора Лихоносова, Евгения Носова, Валентина Распутина, Леонида Ширнина, Владимира Солоухина, Валентина Сорокина, Владимира Чивилихина, Василия Шукшина.
В 1990-е годы с журналом сотрудничали Владимир Богомолов, Сергей Кара-Мурза, Вадим Кожинов, Владимир Крупин, Юрий Кузнецов, Михаил Лобанов, Сергей Есин, Александр Панарин, Александр Проханов и др.
В первое десятилетие XXI века в журнале печатались произведения Александра Карасёва, Юрия Ключникова, Юрия Козлова, Ирины Мамаевой, Михаила Попова, Захара Прилепина, Александра Сегеня, Натальи Романовой-Сегень, Андрея Убогого, Сергея Михеенкова, Лидии Сычёвой, Евгения Шишкина и др.
В журнале существуют разделы: «Проза», «Поэзия», «Очерк и публицистика», «Критика», «Память», публикуются письма читателей.
Учредителями журнала являлись коллектив редакции, Союз писателей России и Фонд Славянской письменности и культуры.

## Главные редакторы
- 1956—1958 — В. В. Полторацкий (член редколлегии до 1973)
- 1958—1968 — Б. М. Зубавин
- 1969—1989 — С. В. Викулов
- 1989—2024 — С. Ю. Куняев
- с 2024 года — К. К. Сейдаметова

## Редакция[5]
- Карина Константиновна Сейдаметова — главный редактор;
- Сергей Станиславович Куняев — зам. главного редактора;
- Яна Владимировна Сафронова — зав. отделом критики;[6]
- Елена Николаевна Евдокимова — зав. редакцией;
- Лагутин Дмитрий Александрович — редактор отдела прозы;
- Ильгова Дарья Алексеевна — редактор отдела поэзии.

Бывшие сотрудники редакции:
- Александр Иванович Казинцев — заместитель главного редактора журнала с 1988 по 2020 г.;
- Александр Юрьевич Сегень — зав. отделом прозы;
- Евгений Васильевич Шишкин  — редактор, зав. отделом прозы с 2004 по 2018 гг.
- Андрей Николаевич Тимофеев — зав. отделом критики с 2021 по 2023 г.[7];
- Станислав Юрьевич Куняев — главный редактор с 1989 по 2024 г.

## Учредители журнала
Станислав Куняев, Сергей Куняев, Иван Переверзин.

## Тираж
- 1956 — [уточнить]
- 1966 — 70 000 экз.
- 1971 — 103 000 экз.
- 1976 — 205 000 экз.
- 1988 — 240 000 экз.
- 1990 — 480 000 экз.
- 1991 — 280 000 экз.
- 1993 — 60 000 экз.
- 1994 — 47 000 экз.
- 2004 — 10 000 экз.[8]
- 2008 — 9000 экз.[9]
- 2010 — 8200 экз.
- 2020 — 4000 экз.[10]
- 2021 — 3600 экз.
- 2022 — 3500 экз.